# 로켓 리그
《로켓 리그》(Rocket League)는 Psyonix가 개발하고 배급한 차량 축구 비디오 게임이다. 이 게임은 2015년 7월 마이크로소프트 윈도우, 플레이스테이션 4용으로 처음 출시되었으며, 나중에 엑스박스 원, 닌텐도 스위치로 이식되어 출시되었다. 2016년 6월, 505 게임스는 플레이스테이션 4와 엑스박스 원용 리테일판의 배급을 시작했으며 2017년 말 워너 브라더스 인터랙티브 엔터테인먼트가 이 배급을 인계받았다. macOS와 리눅스용 버전 또한 2016년에 출시되었으나 이 버전들의 온라인 서비스 지원은 2020년 중단되었다.
로켓 차량 축구로 기술되는 로켓 리그는 최대 4명이 각각 2개의 팀에 할당되어 로켓 차량을 이용, 공을 적의 골에 넣어 점수를 가져가야 한다. 이 게임은 일인용, 다인용 모드가 포함되어 있으며 로컬에서와 온라인에서 모두 즐길 수 있고 버전 간 크로스 플랫폼 플레이가 포함된다. 게임의 나중 업데이트들을 통해 핵심 규칙의 수정이 가능해졌고 아이스하키와 농구 기반의 것을 포함한 새 게임 모드들이 추가되었다.
로켓 리그는 플레이스테이션 3용 2008년 비디오 게임인 Psyonix의 슈퍼소닉 아크로바틱 로켓 파워드 배틀 카(Supersonic Acrobatic Rocket-Powered Battle-Cars)의 후속작이다. 배틀 카는 엇갈린 평가를 받았고 큰 성공을 거두지는 못했으나 충실한 팬 기반을 다졌다.

## 게임플레이
로켓 리그의 게임플레이는 전작 슈퍼소닉 아크로바틱 로켓 파워드 배틀 카과 크게 동일한 편이다. 플레이어는 로켓 차를 가지고 다른 팀의 골 영역에 골을 집어넣어 점수를 얻어야 하며 이는 자동차 파괴 경기를 연상시키는 요소들이 포함된 축구 경기와 유사하다.

## 평가
로켓 리그는 비디오 게임 평론가들로부터 긍정적인 평가를 받았다. 게임의 나중 포팅판에 대해서도 그와 비슷한 점수들을 받았다.